# Malgun Gothic
Malgun Gothic（韓語：맑은 고딕）是一款適用於螢幕顯示的韓文黑體，由Sandoll Communications開發。其名稱“맑은”有“清晰、澄澈”之意，用以表示其具有良好的顯示效果。字體附帶在在Windows Vista及其以上作業系統中，爾後Windows Server 2003和Windows XP等用戶亦可下載安裝。
Malgun Gothic有常規體、粗體兩個字重，英文部分採用了Segoe UI的字符，韓文部分較傳統黑體（如方黑體和圓黑體）做了筆畫上的調整，以更好地配合ClearType的平滑顯示效果。早期版本沒有漢字部分，直至6.22版增加。在Windows 8（6.22版）和Windows 8.1（6.50版）中還可以通過複雜文字編排將舊式韓文的字母組合成文字。

## 相關字型
- Meiryo（日文）
- 微軟正黑體（正體中文）
- 微软雅黑（簡體中文）